# Moestafa El Kabir

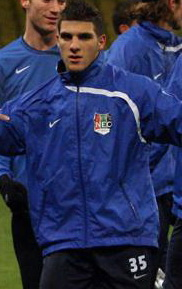
Moestafa El Kabir

Moestafa El Kabir (sinh ngày 5 tháng 10 năm 1988) là một cầu thủ bóng đá người Maroc.

## Sự nghiệp câu lạc bộ
Moestafa El Kabir đã từng chơi cho Sagan Tosu.